# Francisco L. Treviño
Gral. Francisco Luis Treviño González fue un militar mexicano que participó en la Revolución mexicana. Nació en Villa Guerrero, Coahuila, el 21 de julio de 1879, siendo el tercero de los 13 hijos de Francisco Z. Treviño y de Trinidad González. En 1913 se unió a la lucha contra Victoriano Huerta. Fiel a Venustiano Carranza, en 1915 combatió al lado de su hermano Jacinto B. Treviño contra las fuerzas villistas. En febrero de 1916 fue nombrado gobernador interino de Chihuahua, cargo que ocupó hasta mayo de ese año. Junto con Jacinto B. Treviño evacuó la ciudad de Chihuahua al ser tomada por Francisco Villa, pero regresó cuando fue recuperada la plaza. En 1918 fue diputado por Coahuila. En 1920 era partidario de la precandidatura del general Pablo González Garza. Se adhirió al Plan de Agua Prieta. Murió en Torreón cuando era jefe del Estado Mayor de la jefatura de operaciones militares en esa ciudad, el 22 de mayo de 1937.   